# Cleotrivia occidentalis
Cleotrivia occidentalis is een slakkensoort uit de familie van de Triviidae. De wetenschappelijke naam van de soort is voor het eerst geldig gepubliceerd in 1922 door Schilder.